# Баньип
Ба́ньип (англ. bunyip) — животное из мифологии австралийских аборигенов, криптид, якобы обитающий в болотах, биллабонгах, ручьях, руслах рек и в других водоёмах. Существует множество описаний этого существа, подчас весьма различающихся; как правило, в рассказах аборигенов всегда фигурируют хвост вроде конского, ласты и клыки, подобные моржовым. По ночам якобы можно услышать ужасающие крики этих существ, когда они едят других животных или людей, неосторожно приблизившихся к их укрытиям. Их любимой едой, по представлениям аборигенов, являются женщины.
Происхождение слова bunyip связывают с языком вемба-вемба (вергайа) — одним из языков аборигенов юго-восточной Австралии. Однако баньип, судя по всему, является частью традиционных верований аборигенов и рассказов по всей Австралии, хотя его название варьируется в зависимости от конкретного племени. В своей книге 2001 года писатель Роберт Холден указывает по меньшей мере девять региональных вариаций (в плане внешнего вида) существа, известного как баньип, среди аборигенов Австралии. Европейцами в начале и середине XIX века, когда во время колонизации Австралии их поселения распространились по всей стране, были оставлены различные письменные источники о баньипах.
В начальный период колонизации Австралии считалось, что баньип — реальное, но пока ещё не описанное животное: его описание было не более удивительным, чем описания других живущих в Австралии животных, таких как утконос. В настоящее время баньип считается реальным животным только в среде криптозоологов: официальная зоология считает сообщения о нём вымыслом, хотя некоторые исследователи предполагают, что истории аборигенов об этом существе могут иметь реальную основу и описывают вымершего около 50 000 лет назад гигантского представителя сумчатых — Diprotodon, которого дальние предки современных коренных жителей континента могли видеть живым.

## Название
Слово bunyip с языков австралийских аборигенов обычно переводится как «дьявол» или «злой дух». Некоторые современные источники указывают на языковые связи между словами bunyip и Bunjil — мифический «Великий человек», «который создал горы и реки, человека и всех животных». Слово bunyip, возможно, не появлялось вообще (и совершенно точно не появлялось массово) в печати на английском языке до середине 1840-х годов, хотя есть информация, что впервые в печати оно появилось в газете города Сиднея в 1812 году.
Криптозоолог Бернард Эйвельманс также считал, что это слово может быть происходить от bunyil (или pundjel), что среди аборигенов, населяющих современный штат Виктории, является обозначением бога. Джеймс Айвз использовал это слово для описания «больших страшных чёрных земноводных», якобы обитавших в южной части Австралии, «чьи страшные звуки сеют ужас среди чернокожих».
У баньипа существует и множество других названий, используемых в различных регионах Австралии: banib, bunnyar (Западная Австралия), bunyup, зверь из Берли, dongus (Новый Южный Уэльс), gu-ru-ngaty (Туравал, Новый Южный Уэльс), kajanprati, katenpai, kianpraty (Виктория), kine praty, kinepràtia, kuddimudra, mirree-ulla' (Вирадури, Новый Южный Уэльс), mochel, moolgewanke, munni munni (Квинсленд), toor-roo-don, tumbata (Виктория), tunatpan, waa-wee, wangul (Западная Австралия), wouwai (в районе озера Макуари, Новый Южный Уэльс).
В 1850-х годах слово bunyip также стало «синонимом самозванца, претендента, обманщика и т. п.» во всех слоях австралийского общества. Термин «баньипская аристократия» был впервые придуман в 1853 году для описания консервативных австралийцев-снобов, стремившихся стать аристократами. В начале 1990-х годов это слово было использовано премьер-министром страны Полом Китингом, чтобы охарактеризовать членов оппозиционной консервативной Либеральной партии Австралии. Среди современных австралийцев слово используется для выражения понятия «страшное», существа или явления, рассматриваемого как нечто ужасное, запутанное и опасное. Тем не менее оно часто используется для обозначения чего-то фантастического или смешного.
Слово bunyip всё ещё используется в ряде австралийских контекстов, в том числе в географических названиях, таких как река Баньип (впадающая в залив Вестерпорт на юге штата Виктория) и город Баньип, также в Виктории. Кроме того, иногда это слово используется для обозначения кролика из-за фонетического сходства со словом «кролик» («bunny») в английском языке.

## Описание внешнего вида

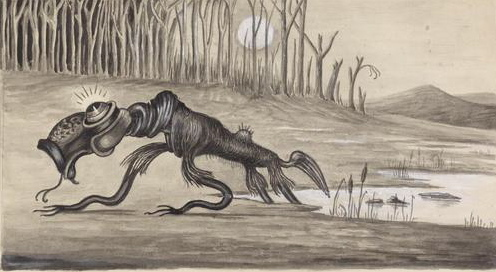
Баньип. Акварель неизвестного автора. 1935 год.

Описания баньипов сильно отличаются друг от друга. Свидетельства очевидцев, якобы видевших его, можно разделить на две группы: создание, напоминающее собаку или тюленя, и животное с длинной шеей и маленькой головой. Первое чаще всего описывается как существо длиной 1,2—1,8 метра, покрытое длинной тёмно-коричневой или чёрной шерстью. В соответствии с описаниями такого рода баньип имеет круглую голову, напоминающую бульдожью, с выдающимися клыками и хорошо видными ушами. В большинстве подобных описаний говорится об отсутствии у него хвоста, плавников и длинных усов. Второй тип описаний баньипов говорит о длинношеих существах размером от 1,5 до 40 метров в длину. Существо якобы имеет чёрный или коричневый мех, большие уши и маленькие клыки. Голова напоминает лошадиную или подобную эму. Шея тонкая (иногда с гривой), около 1 метра в длину, с многочисленными складками на коже. Есть хвост, подобный лошадиному.
Образ жизни баньипа описывается туземцами как ночной. Обитает он якобы в реках, озёрах и других водоёмах. Баньип, по мнению аборигенов, очень быстро плавает с помощью плавников или лап. Якобы часто можно услышать, как он издаёт очень громкий и угрожающий рёв. Баньипы якобы питаются раками, хотя многие легенды говорят об их хищнических повадках, а также о нападениях людей, причём особенно они якобы «ценят» женщин и детей. Яйца они якобы откладывают в гнёздах, построенных утконосами.
Джордж Френч Ангус говорил об описании баньипа в своём рассказе о «водяном духе», услышанном от народа мороунди реки Муррей до 1847 года, заявив, что «они очень боятся его… Он обитает в Муррее, но… трудно его описать. Наиболее обычной формой… как говорят, является что-то вроде огромной морской звезды». Роберт Бро Смит в своей книге «Аборигены Виктории» 1878 года посвятил баньипу десять страниц, но заключил, что «на самом деле мало что известно среди чёрных о его форме, окраске или привычках; они, кажется, были в таком страхе, что не смогли запомнить его характеристики». Тем не менее общими чертами во многих газетных репортажах XIX века являются собачья морда, тёмный мех, подобный конскому хвост, ласты (или плавники), моржеподобные клыки или рога, уткоподобный клюв.
Challicum bunyip, схематическое изображение баньипа, якобы убитого аборигенами на берегу Файри-Крик, недалеко от Арарата, Виктория, было впервые опубликовано газетой The Australasian в 1851 году. Согласно сопроводительному репортажу этот баньип был пронзён копьём после убийства им аборигена. Антиквар Райнел Джонс утверждал, что до середины 1850-х годов коренные народы имели «привычку ежегодно посещать это место и повторять очертания фигуры [баньипа], которая составляет около 11 шагов в длину и 4 шагов в ширину». До наших дней это изображение не сохранилось.

## Сообщения о баньипе

### XIX век

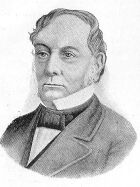
Гамильтон Юм (1797—1873 годы жизни) — авантюрист и исследователь, одним из первых сообщивший о странном водном существе в австралийских озёрах.

Баньип фигурирует в большом количестве мифов австралийских аборигенов, при этом впоследствии это слово стало употребляться и белыми колонизаторами для именования некоторых местных животных. В начале заселения Австралии европейцами баньип считался неизвестным животным, ожидание открытия которого было обычным делом. Ранние европейские поселенцы, знакомые с видами и звуками своеобразной фауны континента, считали баньипа ещё одним странным австралийским животным и иногда приписывали незнакомые звуки или крики животных ему. Также предполагается, что представления XIX века о баньипе были подкреплены европейским фольклором о ряде фантастических существ, таких как ирландская Пука. Большое количество якобы реальных наблюдений баньипа произошли в течение 1840-х и 1850-х годов, особенно в юго-восточной колониях Виктория, Новый Южный Уэльс и Южная Австралия, а европейские поселенцы распространили информацию об этом по всей стране.
Одно из самых ранних сообщений о баньипе датировано 1801 годом. Чарльз Байи на корабле Geographe исследовал юго-западное побережье Австралии. Во время одной из высадок на материк путешественники вдруг услышали громкий неестественный рёв из близких камышей, растущих на берегах реки Суон. Матросы в испуге бежали, думая, что там скрывается какое-то огромное и опасное животное. Следующее сообщение, связанное с большими неизвестным пресноводным животным, появилось в 1818 году, когда Гамильтон Юм (1797—1873) и Джеймс Михан обнаружили несколько крупных костей на озере Батерст в Новом Южном Уэльсе. Они не называли животное баньипом, но описывали останки существа как очень похожие на останки бегемота или ламантина. Тогда же в Австралии стали появляться новые сообщения о предполагаемых встречах с животным, называемым баньип, в основном на юго-востоке континента. Бретон писал, рассматривая, в частности, озеро Лейк-Джордж (Новый Южный Уэльс), что в нём, по словам аборигенов, живёт тот, кого они называют дьяволом.
Другое раннее письменное сообщение о баньипе принадлежит сосланному в Австралию беглому каторжнику Уильяму Бакли в его автобиографии 1852 года о тридцати двух годах (1803—1835) его жизни, проведённых вместе с племенем аборигенов ватауронг: «В… озере Мудерварри [в настоящее время — озеро Модеварре], а также в большинстве других внутренних… есть… очень необычное животное-амфибия, которое туземцы называют баньип». Бакли пишет, что, предположительно, он видел такое существо несколько раз. Он добавляет: «Я никогда не видел какой-либо его части, за исключением задней, которая была покрыта перьями тёмно-серого цвета. Казалось, что оно размером с взрослого телёнка, а возможно, и больше… Я никогда не мог узнать от кого-либо из туземцев, что они видели голову или хвост». Бакли также утверждал, что существо было распространено в реке Барвун, и приводил сведения, услышанные им от аборигенов, что одним из таких существ была убита женщина. Он подчёркивал, что баньип считался у туземцев сверхъестественной силой.
В 1821 году Эдвард Смит Холл (1786—1860), политик, журналист, основатель банка штата Новый Южный Уэльс, якобы наблюдал в озере Батерст баньипа, голова которого напоминала голову бульдога. В декабре 1822 года тот же человек якобы видел других существ, на этот раз с длинной шеей. Холл утверждал, что после купания в озере, когда вышел на берег, он увидел на расстоянии 300 ярдов чёрные удлинённые шеи с небольшими головами, выступающими из воды. Позже якобы выяснилось, что ни один из местных аборигенов, которых расспрашивали о данном существе, не хотел говорить о нём или указать, где именно он его видел. Отвечая на вопросы Холла, они будто бы в итоге сказали, что чудовище пожирало их детей.
Более важным было открытие окаменелых костей «некого четвероногого размером намного больше, чем бык или буйвол» в Веллингтонских пещерах в середине 1830 года бушменом Джорджем Ранкином, а затем и Томасом Митчеллом. Сиднейский священник Иоанн Данмор Ланг объявил найденные кости «убедительным доказательством потопа». Тем не менее британский анатом сэр Ричард Оуэн идентифицировал их как окаменелости гигантских сумчатых нототерии и дипротодона. В это же время некоторые поселенцы замечали, что «у всех туземцев в этих районах … есть слух (об) очень больших животных, в своё время существовавших в больших ручьях и реках, и многие говорят, что такие животные в настоящее время ещё существуют».
В июле 1845 года газета The Geelong Advertiser объявила об открытии окаменелостей (среди которых был коленный сустав необычно большого размера), найденных вблизи Джилонга, под заголовком «Удивительное открытие нового животного». Газета писала: «Когда кости показали образованному чёрному, он сразу опознал его как принадлежащие баньипу, которого, как он заявил, видел. После просьбы сделать рисунок существа он сделал его без колебаний» (рисунок был похож на движущегося на задних лапах гадрозавра). Когда кости были показаны другим аборигенам, те независимо друг от друга указали, что они принадлежат баньипу. Репортаж также говорил об истории, когда женщина из аборигенов (и ещё несколько человек) была убита баньипом, и о «самом прямом доказательстве из всех» — о человеке по имени Мумборван, «который показал несколько глубоких ран на груди, сделанных когтями животного», которые он, по его словам, получил, борясь с чудовищем. Баньип из историй этих аборигенов представал существом земноводным, вылупляющимся из яиц и сочетавшим в себе черты птицы и крокодила:
Баньип предстаёт в виде соединения характеристик птиц и аллигаторов. Он имеет голову эму с длинным клювом, на конце которого поперечная проекция с каждой стороны, с зубчатыми краями, как кости ската. Его тело и ноги по своей природе ближе к аллигатору. Задние ноги удивительно толстые и сильные, а передние ноги намного длиннее, но всё же большой силы. Конечности снабжены длинными когтями, но чёрные говорят, что его обычным способом убийства своей добычи является удушение жертвы до смерти. Когда он находится в воде, то плавает, как лягушка, а когда выходит на берег — ходит на задних лапах с поднятой головой, имея в этой позиции рост в двенадцать или тринадцать футов.
Именно эта статья считается первой в печати, в которой было упомянуто слово «баньип».

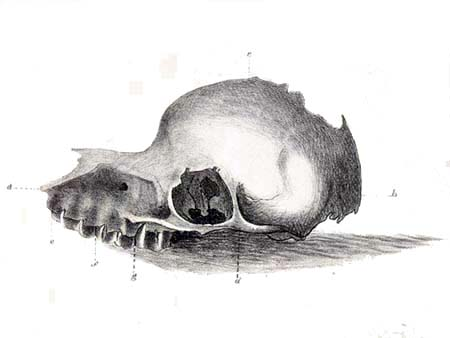
Рисунок 1847 года, показывающий череп баньипа, якобы найденный в 1846 года у реки Маррамбиджи.

В январе 1846 года на берегу реки Маррамбиджи (притока Муррея) возле Барнаралда, Новый Южный Уэльс, Атоллом Флетчером был найден необычный череп. Он был 9 дюймов в длину (около 22 см) и характеризовался тем, что глазницы были расположены очень близко к верхней челюсти. Первым исследовавший череп Джеймс Грант утверждал, что тот принадлежит неизвестному науке животному (скорее всего — эмбриону). Скваттер, который нашёл его, заметил: «Все аборигены, которым он был показан, назвали [его] баньипом». К 1847 году Уильям Макли из Сиднея определил находку как деформированный череп плода жеребёнка, тогда как Ричард Оуэн в Лондоне пришёл к выводу, что это был череп телёнка. При всём при этом, однако, так называемый «череп баньипа» выставлялся в Австралийском музее (Сидней) в течение двух дней, а затем исчез при таинственных обстоятельствах. Было большое количество желающих его увидеть, а газета Sydney Morning Herald писала, что это событие побудило многих людей открыто говорить о своих «наблюдениях баньипов». Год спустя в руках местного губернатора Латроуба оказались рисунки баньипа, выполненные туземцами, которые были интересны тем, что показывали два разных типа этого существа. Рисунки были отправлены в Тасманию, но затем исчезли.
В 1847 году появился рассказ двух молодых лесорубов, утверждавших, что они видели странное животное. Их описание один из журналистов изложил в газете Sydney Morning Herald: «Оно выглядело как большой шестимесячный телёнок, было тёмно-коричневого цвета, имело длинную шею и длинную, заострённую голову и два больших клыка. Встревоженное, оно начало бежать на высокой скорости; передняя часть тела животного была очень велика по сравнению с задней, был также большой хвост».
В 1848 году имело место предполагаемое наблюдение баньипа несколькими людьми. По имеющимся данным, создание наблюдалось в реке Эмералла близ Порт-Фэйри в штате Виктория. По описанию, которое впоследствии было опубликовано в прессе, голова странного водного животного была похожа на кенгуру, имелись длинная, пышная грива и широкая пасть. Два года спустя, в 1850 году, геолог Э. Данн якобы видел некое животное, которое плавало в реке Маррамбиджи недалеко от Гундажи. В 1857 году, в свою очередь, натуралист по фамилии Стоклер сообщал об обнаружении «пресноводных тюленей» в Гулборне и реке Муррей (Новый Южный Уэльс). Два года спустя собакоподобного баньипа якобы видели в Тасмании в Тивериадском озере. По описанию Чарльза Хедлама, существо имело голову бульдога и было около 1,2 метра в длину. В 1848 году сообщение о баньипе впервые появилось за пределами Австралии — в приложении к газете Gazeta Lwowska.
В апреле 1872 года люди, отдыхавшие около лагуны Мидгон, якобы наблюдали быстро плывущее существо размером намного больше ретривера, покрытое блестящей чёрной шерстью. У животного не было хвоста, но имелись длинные уши. Баньип якобы наблюдался в том же 1872 году в солёном озере Корангамите (Виктория). Создание подплыло к судну так близко, что его можно было рассмотреть, и его ужасный вид вверг пассажиров в панику. Результатом их испуга стали резкий поворот судна в другом направлении и упавшие за борт вещи. В этот раз баньип был описан как животное размером с охотничью собаку; у него была круглая голова с очень маленькими ушами. Подобное создание якобы также видели в озере Буррумбит около Балларата (штат Виктория). В том же году трое мужчин заметили плавающее создание вновь в водах лагуны Мидгон (Новый Южный Уэльс). Их описание было опубликовано в журнале Wagga Wagga Advertiser: «Оно было в половину нормальной длины охотничьей собаки, шерсть, покрывающая его тело, была чёрной и блестящей, очень длинные волосы выступали на поверхности воды далеко — примерно на 5 дюймов, спадая свободно, когда животное вынырнуло и затем снова нырнуло вглубь. Я не мог видеть хвост, и шерсть на голове была слишком длинной и густой, чтобы заметить глаза; уши были видны достаточно хорошо».
В это же время сообщения о дальнейших наблюдениях баньипов стали появляться во всё большем количестве и поступать из разных уголков Австралии. Создание якобы видели в лагуне возле Наррандера (Новый Южный Уэльс), где оно было названо waa-wee. В соответствии с описанием предполагаемых свидетелей, оно было меньше, чем уже упоминавшаяся «охотничья собака», и также имело длинную чёрную волосы по всему телу. Между тем в 1873 году аналогичное название было дано наблюдавшимся в Долби (штат Квинсленд) «тюленям». Было отмечено, однако, что у этого существа был хвост, оканчивавшийся неравномерно разделённым плавником. Три года спустя волосатые создания наблюдались в Кристал-Брук (штат Южная Австралия). Была даже обещана премия для человека, который поймает необычного зверя: однако никто не пошёл на это.
В 1886 году якобы имел место случай с коневодами, впоследствии утверждавшими, что видели водных животных грязно-белого цвета. Те якобы плавали в реке Молонгло, протекающей через Австралийскую столичную территорию. В 1890 году баньип с белым мехом якобы был замечен в Новом Южном Уэльсе. Раненое животное нашло убежище в воде и казалось опасным, издавая громкие звуки. В том же году зоопарк Мельбурна организовал экспедицию, целью которой было захватить неизвестное науке животное, которое, как сообщается, видели недалеко от города Юроа (штат Виктория). Она окончилась неудачей.

### XX век
20 апреля 1913 года Оскар Дэвис и У. Харрисон якобы видели на западном побережье Тасмании странное водное животное. Мужчины описали его как имеющее около 5 метров в длину и 1,2 метра в высоту, с маленькой головой и длинной шеей. Создание были покрыто коричневой шерстью, имело четыре ноги и двигалось на высокой скорости, оставляя следы длиной 22 см.
8 сентября 1949 года Л. Киган и его жена якобы видели странное животное, плавающее в искусственном водоёме Лористон (штат Виктория). По их описанию, баньип был около 1,2 м в длину и имел волосатые уши. Оба утверждали, что создание с помощью плавников достигало в воде очень высокой скорости перемещения.
В 60-х годах XX века Джек Митчелл собрал множество рассказов аборигенов, фермеров и туристов, якобы видевших баньипа в реке Макуари, между Веллингтоном и Уорреном (штат Новый Южный Уэльс). Примерно в тот же период (1965 год) появились описания рёва таинственных животных, разбрызгивающих грязь на берегу реки Наранг.

## Возможные реалистичные объяснения
Австралийцы европейского происхождения предпринимали множество попыток понять и объяснить происхождение баньипа как реально существующего животного за последние 150 лет. Вместе с тем существует и большое количество скептических теорий.
Чрезвычайно большие экземпляры некоторых видов рыб могут быть приняты за таинственных и угрожающих водных животных, неизвестных науке. В качестве «кандидата» на реальное происхождение легенд о баньипе может рассматриваться крупный экземпляр рыбы Maccullochella peelii peelii. Она способна вырастать до 1,5 метра в длину.
Гребнистый крокодил (Crocodylus porosus) — крупнейший из современных крокодилов — обитает в северной Австралии. В этой связи вполне возможно, что он был известен аборигенам с юга континента в доколониальный период, став источником историй и легенд о баньипах. Гребнистый крокодил вырастает до 7 метров в длину, хотя существуют неподтверждённые сообщения об этих животных, имеющих более 8 метров в длину.
Один из видов сов — Ninox connivens, известный способностью издавать очень громкие звуки, также считается одним из истоков легенды об опасных тварях, населяющих реки, озёра и другие водоёмы Австралии. Крик этой птицы напоминает крики женщины или ребёнка. Кроме того, другие птицы, такие как цаплевые (Botaurus poiciloptilus — австралийские выпи) или кроншнепы (Numenius), представители семейства бекасовых, способны издавать пугающие звуки, которые тоже могут быть связаны с предположительно существующим баньипом. Так, во время сезона размножения крик самца обитающей на болотах австралийской выпи не слишком приятен, и она иногда даже называется «птицей-баньипом». Однако, такая ошибка, скорее всего, не могла случиться у аборигенов, не одну тысячу лет живущих в Австралии, которые прекрасно знают «обычных» представителей фауны, населяющих этот континент.
Одно из сообщений о наблюдении баньипа в Сиднее в 1960 году было опознано как ненормальное поведение утки Biziura lobata.
Звуки, издаваемые опоссумами или коалами, также могут быть ошибочно приняты за звуки, исходящие от баньипов: многие люди удивляются, когда узнают, что эти относительно небольшие животные могут издавать настолько громкие звуки.
Одним из наиболее распространённых объяснений разгадки «существования» баньипов являются наблюдения в реках Муррей и Дарлинг. Тюлени Arctocephalus pusillus известны тем, что они часто оказываются в руслах рек во время приливов и отливов. Иногда, когда вода спадает, эти животные вынуждены оставаться в пресной воде, попав в своего рода природные ловушки. Описаны десятки таких случаев: в частности, было убито множество тюленей в водах к северу от Канберры, откуда приходило немало сообщений о предполагаемых наблюдениях баньипов. В своей статье 1933 года Чарльз Феннер предложил, что, вероятно, «фактическое происхождение мифа о баньипе заключается в том, что время от времени тюлени заплывали… в Мюррей и Дарлинг (реки)». Он привел примеры тюленей, обнаруженных в отдалённых районах страны, например в Бамбере, Локстоне и Конарго, и напомнил читателям, что «гладкий мех, абрикосоподобные глаза и крик, подобный рёву, характерны для тюленей». В «числе подозреваемых» находятся также австралийские морские львы (Neophoca Cinerea) и морские слоны (Mirounga Leonina).
Имеется также и весьма тривиальное объяснение предполагаемой тайны баньипа — «таинственным неизвестным водным животным» во многих случаях оказывалась обыкновенная плывущая собака.
Хотя каких-либо безусловно заслуживающих доверия физических доказательств существования баньипов нет, часть криптозоологов предполагает, что рассказы об этих существах возникли не на пустом месте. Их теория заключается в том, что баньип может быть своего рода «культурной памятью» вымерших австралийских сумчатых, таких как дипротодон или палорхест, которые исчезли с лица Земли около 40 тысяч лет назад. Эта теория была впервые официально озвучена доктором Джорджем Беннетом из Австралийского музея в 1871 году, но в начале 1990-х годов палеонтолог Пэт Викерс-Рич и геолог Нил Арчболд также осторожно предположили, что легенды аборигенов, «возможно, было обусловлены знакомством с доисторическими костями или даже живыми доисторическими животными… Столкнувшись с останками некоторых из ныне вымерших австралийских сумчатых, аборигены часто идентифицировали их как баньипов». В том же источнике указывается, что в качестве баньипа из сообщений аборигенов викторианского периода могут рассматриваться древние птицы дроморнитиды. Другим «кандидатом» для объяснения этой загадки может быть исчезнувший прокоптодон, своего рода гигантский ископаемый кенгуру. Это животное имело округлую морду и было в состоянии поднять свои лапы выше головы. Такие животные могли быть приняты — особенно после наступления темноты или на рассвете — за двуногих животных или даже гуманоидных существ. С каждым из них очень дальние предки современных австралийцев в теории могли жить в одно и то же время. Но ни одно из этих животных не вело земноводного образа жизни, который, как сообщается, ведёт баньип.
Последовавшие за первыми отчётами волны сообщений о предполагаемых встречах с различными «существами» часто считаются проявлениями массовой истерии (которая может вызвать временное нарушение точного восприятия реальности), визуальными галлюцинациями или случаями парейдолии. Исходя из этого, можно предположить, что люди, которые прибыли в район, якобы населённый баньипами, сильно желая видеть неизвестное опасное животное, интерпретировали как таковых вполне естественного вида объекты (например, ветви дерева), явления (например, волны) или животных (например, плывущая собака).
Другая теория объясняет некоторые наблюдения из 20-х-30-х годов XX века. В это время — в связи с экономическим кризисом — многие люди каждый день теряли целые состояния или залезали в огромные долги, и случалось, что некоторые из них просто бежали от кредиторов и полиции в отдалённые уголки Австралии, скрываясь там, часто — в течение очень долгого времени. Эти люди также жили в страхе перед обнаружением своих убежищ, поэтому если они слышали, например, шум копыт приближающегося всадника, то прятались в мелких прибрежных водах и мутных реках и озёрах, дыша через соломинку или полые рога. Легенды о баньипах могли возникнуть в результате наблюдения таких беженцев, прятавшихся в грязи, если над их укрытиями нависала угроза обнаружения.

## Баньип в культуре
Баньип до сих пор является привлекательной темой, появляясь во многих литературных произведениях, фильмах, детских сказках и так далее.